# Christian Kämpfer
Christian Wilhelm Kämpfer (* 8. Januar 1971 in Hüttental) ist ein deutscher Schauspieler.

## Leben
Kämpfer machte von 1992 bis 1996 eine Schauspielausbildung an der Westfälischen Schauspielschule Bochum, wo er 1994 seine erste Rolle an den Kammerspielen Das Kaffeehaus bekam. In den Jahren von 1996 bis 1999 war er am Theater in Ingolstadt engagiert. Außerdem war er in der Daily-Soap Verbotene Liebe auf ARD als Dr. Ingo Weis und in einem Werbespot auf Premiere World zu sehen.
Am 23. Juli 2001 hatte er sein erstes Airdate in Unter uns bei RTL. Dort spielte er bis zu seinem Ausstieg am 23. Mai 2002 die Rolle von Fabian Rose.
Kämpfer lebt in Kiel und Köln, ist ledig und hat keine Kinder.